# Almas perdidas
Almas perdidas (título original, Stories of Lost Souls) es la compilación de cuentos de cine protagonizada por muchos de los grandes nombres del cine incluyendo Hugh Jackman, Keira Knightley, Cate Blanchett, James Gandolfini, Paul Bettany, Illeana Douglas y dirigida por siete diferentes directores incluidos Deborra-Lee Furness y Illeana Douglas. Publicado en Cannes en 2005, esta colección ha llegado a alcanzar tanto éxito comercial y crítico en todo el mundo. Historias de almas perdidas tuvo como ejecutivo de producción a Thomas Bannister.

## Películas
- "Euston Road" cuenta con Paul Bettany como un estafador elegante. Escrita y dirigida por Toa Stappar.
- "Standing Room Only" gira en torno a un grupo de personas esperando en línea para una actuación. Protagonizada por Hugh Jackman, Michael Gambon, Joanna Lumley, y Mary Elizabeth Mastrantonio. Escrita y dirigida por Deborra-Lee Furness.[1]
- "New Year's Eve" es la historia de un seductor en una fiesta de fin de año. Protagonizada por Keira Knightley. Escrita y dirigida por Colin Spector.
- "Bangers" es la inquietante historia de una mujer que cae en la locura. Protagonizada por Cate Blanchett. Escrita y dirigida por Andrew Upton.
- "A Whole New Day" es protagonizada por James Gandolfini como un alcohólico abusivo que se despierta en un apartamento abandonado. Escrita y dirigida por Guillermo García.
- "Sniper 470" es una historia futurista de un francotirador solitario en una misión en el espacio. Protagonizada por Billy Boyd. Escrita y dirigida por Paul Holmes.

Algunas versiones de DVD empiezan con "The Same", la historia de un enano que no se detendrá ante nada para poder conocer la chica de sus sueños, con Josh Hartnett y dirigida por Mark Palansky.